# Jiří Lipták
Jiří Lipták (né le 30 mars 1982 à Brno, en Tchécoslovaquie) est un tireur sportif tchèque spécialisé en tir aux plateaux (Trap). 

## Carrière
En 2008, il monte pour la première fois sur le podium des championnats d'Europe de tir avec une médaille de bronze et en 2012, ce sera une médaille d'argent.
Lipták participe à ses premiers jeux lors du concours olympique de Trap en 2012 et termine 18e des qualifications.
En 2017, il devient champion d'Europe et médaille de bronze aux mondiaux de Moscou. Il est vice-champion d'Europe l'année suivante. En 2021, il obtient une nouvelle fois la médaille d'argent en Europe.
Il est médaillé d'or en trap aux Jeux olympiques de 2020 battant en finale son compatriote David Kostelecký lors d'un tir de barrage.